# Sorex arunchi
Musaraigne d'Udine
Espèce
Synonymes
- Sorex (Sorex) arunchi Lapini & Testone, 1998[2]

Statut de conservation UICN

 DD  : Données insuffisantes
Répartition géographique
Sorex arunchi, communément appelé la Musaraigne d'Udine, est une espèce de musaraignes de la famille des Soricidae. L'espèce se rencontre dans le Nord-Est de l’Italie et en Slovénie.

## Systématique
L'espèce Sorex arunchi a été décrite en 1998 par les zoologistes italiens Luca Lapini (d) et Rita Testone (d).

## Publication originale
- (it) L. Lapini et R. Testone, « Un Nuovo Sorex Dall'Italia Nord-Orientale (Mammalia: Insectivora: Soricidae) », Gortania, Museo Friulano di Storia Naturale (d), vol. 20,‎ 31 octobre 1998, p. 233-252 (ISSN 0391-5859, lire en ligne).